# Burunda
Il Burunda (in russo Гарь?) è un fiume dell'Estremo oriente russo, affluente di sinistra della Nora (bacino idrografico dell'Amur). Scorre nel Selemdžinskij rajon dell'oblast' dell'Amur.
È formato dalla confluenza dei fiumi Levaja Burunda (Левая Бурунда) e Pravaja Burunda (Правая Бурунда). Il fiume attraversa l'area paludosa della periferia orientale dell'altopiano dell'Amur e della Zeja. È molto tortuoso lungo tutto il suo corso. Ci sono molti vecchi laghi nella pianura alluvionale. Scorre in direzione sud-occidentale sino a sfociare nella Nora a 26 km dalla foce. Il fiume è lungo 187 km e il suo bacino misura 2 880 km².
La valle del fiume non è abitata. Nei tratti superiori c'è un deposito primario del minerale ornamentale calcedonio e delle sue varietà: onice, corniola, crisoprasio, agata.